# Махінчук Микола Гаврилович
Мико́ла Гаври́лович Махінчу́к (нар.13 вересня 1944, с. Тарган, Володарський район (Київська область), Київська обл.) — український поет, прозаїк, публіцист, журналіст і краєзнавець. Заслужений журналіст України (1995). Член НСПУ (1997).

## Біографічні відомості
Народився 13 вересня 1944 року в селі Тарган Володарського району на Київщині в сім'ї колгоспників. Батько працював трактористом, мати — в ланці. Був дев'ятою дитиною в родині, п'ятеро з яких померли в 1930-і роки.
Навчався в Тарганській семирічці та Пархомівській середній школі, яку закінчив 1961 року. Затим навчався в Київському технічному училищі № 2 енергетиків, три роки служив у війську.
Трудовий шлях розпочав електромонтером у «Київенерго». Закінчив факультет журналістики Київського держуніверситету ім. Т. Г. Шевченка (1972). Працював у газеті «Київська правда», РАТАУ (нині Укрінформ), журналах «Радянська жінка» (нині «Жінка») та «Соціалістична культура» (нині «Українська культура»), апараті Ради Міністрів України. З 1990-го року понад вісімнадцять літ (аж до виходу на пенсію) — у газеті «Урядовий кур'єр» на посаді першого заступника головного редактора.

## Творчість
37 літ плідної праці в українській журналістиці позначені сотнями статей і нарисів про кращих людей України, які друкувалися в республіканських газетах та журналах і ввійшли до багатьох колективних збірок про героїв свого часу.
У творчому доробку — художньо-документальні книжки «Народження веселки» (для дітей, 1984), «Переяславський скарб» (1989), «Обереги нашої пам'яті» (1998), «Переяславський скарб Михайла Сікорського» (2005); збірка оповідань «Фрески осіннього неба» (1987); збірки «Роса на спориші» (2004) та «Вереснева просинь» (2009); повісті «Володька Рекс» (1999) та «Дорога до себе» (2011); романи «Марчуківський куток» (2001) і «Твердь землі» (2015); книги поезій «Житейське коло» (2002) та «Незамулимі джерела» (2016); трилогія «Мереживо мінливого часу» (к.1 — художньо-документальні твори, 2012, к.2 — поезії, 2013, к.3 — прозові твори, 2014).
Автор, редактор та упорядник колективних видань з історії української журналістики: «І мить доби, і крок історії» (2000), «Уроки журналістики і життя» (2002), «Вчителі-наставники журналістів з Київського університету» (2011).

## Громадська діяльність
Член трьох національних спілок: журналістів (1975), письменників (1997), краєзнавців (2012).
Член правління Київської обласної організації Національної спілки краєзнавців України, редакційно-художньої ради видавництва «Криниця» та громадського об'єднання «Сковорода-300».

## Нагороди
- Заслужений журналіст України (1995).
- Орден «За заслуги» ІІІ ступеня (2004).
- Почесна грамота Кабінету Міністрів України (2000).
- Мистецька премія «Київ» у галузі журналістики ім. Анатолія Москаленка (2010).
- Премія Фонду Волиняків-Швабінських при Фундації Українського Вільного Університету в Нью-Йорку (2007).
- Премія імені Героя України Михайла Сікорського Національної спілки краєзнавців України (2013).